# Tréouergat
Tréouergat [tʁewɛʁgat] est une commune du département du Finistère, dans la région Bretagne, en France.

## Géographie
|            | Plouguin  |                    |
| Plourin    | Trouergat |                    |
| Lanrivoaré |           | Milizac-Guipronvel |

### Hydrographie
Pour un article plus général, voir Réseau hydrographique du Finistère.
La commune est située dans le bassin Loire-Bretagne. Elle est drainée par divers petits cours d'eau,.

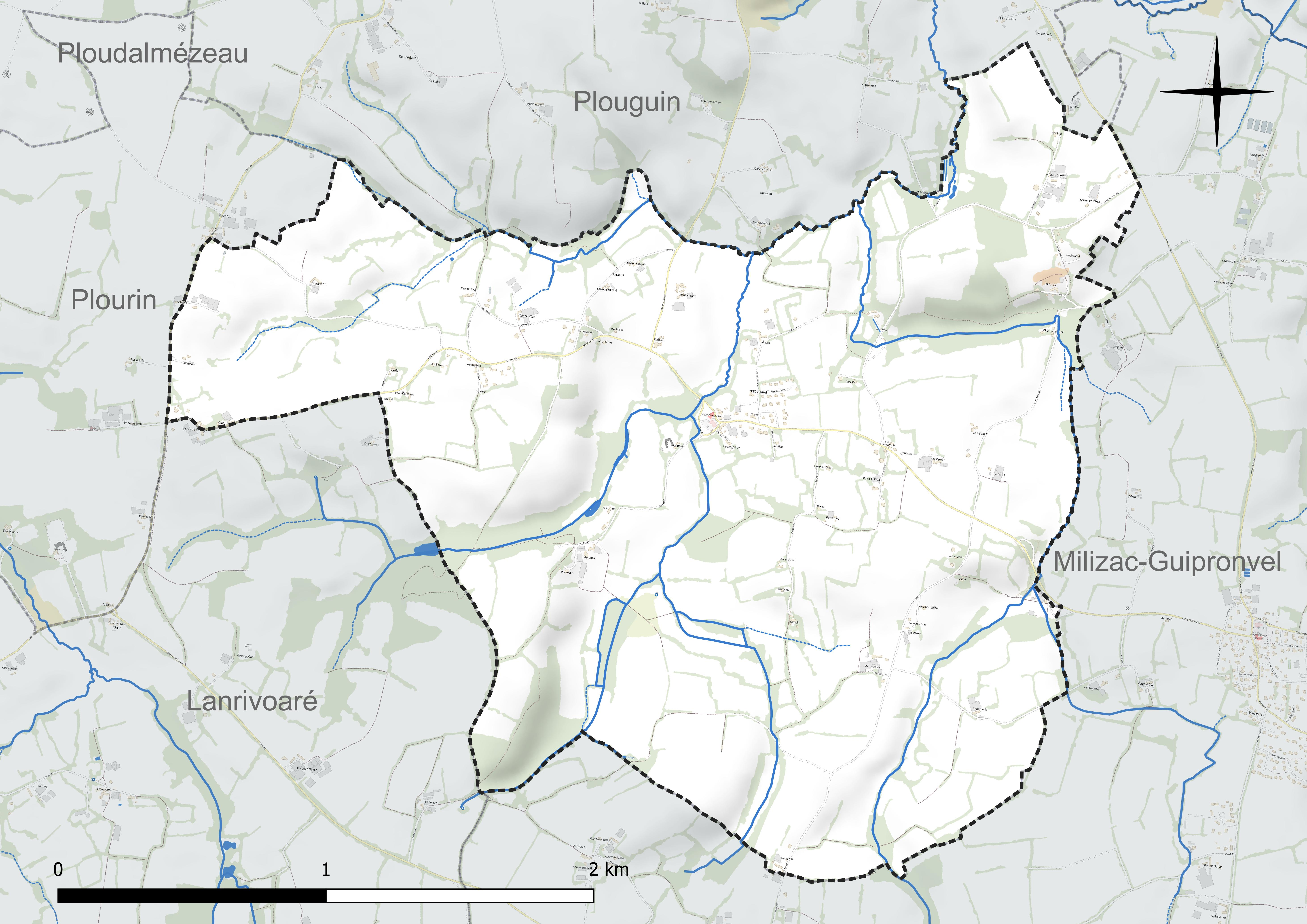
Réseau hydrographique de Tréouergat.

### Climat
Pour des articles plus généraux, voir Climat de la Bretagne et Climat du Finistère.
En 2010, le climat de la commune est de type climat océanique franc, selon une étude du CNRS s'appuyant sur une série de données couvrant la période 1971-2000. En 2020, Météo-France publie une typologie des climats de la France métropolitaine dans laquelle la commune est exposée à un climat océanique et est dans la région climatique  Finistère nord, caractérisée par une pluviométrie élevée, des températures douces en hiver (6 °C), fraîches en été et des vents forts. Parallèlement l'observatoire de l'environnement en Bretagne publie en 2020 un zonage climatique de la région Bretagne, s'appuyant sur des données de Météo-France de 2009. La commune est, selon ce zonage, dans la zone « Monts d'Arrée », avec des hivers froids, peu de chaleurs et de fortes pluies.  
Pour la période 1971-2000, la température annuelle moyenne est de 11,9 °C, avec  une amplitude thermique annuelle de 9,4 °C. Le cumul annuel moyen de précipitations est de 962 mm, avec 16,1 jours de précipitations en janvier et 7,7 jours en juillet. Pour la période 1991-2020, la température moyenne annuelle observée sur la station météorologique la plus proche, située sur la commune de Ploudalmézeau à 6 km à vol d'oiseau, est de 12,1 °C et le cumul annuel moyen de précipitations est de 997,1 mm,. Pour l'avenir, les paramètres climatiques de la commune estimés pour 2050 selon différents scénarios d'émission de gaz à effet de serre sont consultables sur un site dédié publié par Météo-France en novembre 2022.

## Urbanisme

### Typologie
Au 1er janvier 2024, Tréouergat est catégorisée commune rurale à habitat dispersé, selon la nouvelle grille communale de densité à 7 niveaux définie par l'Insee en 2022.
Elle est située hors unité urbaine. Par ailleurs la commune fait partie de l'aire d'attraction de Brest, dont elle est une commune de la couronne,. Cette aire, qui regroupe 68 communes, est catégorisée dans les aires de 200 000 à moins de 700 000 habitants,.

### Occupation des sols
L'occupation des sols de la commune, telle qu'elle ressort de la base de données européenne d'occupation biophysique des sols Corine Land Cover (CLC), est marquée par l'importance des territoires agricoles (98,5 % en 2018), une proportion identique à celle de 1990 (98,5 %). La répartition détaillée en 2018 est la suivante : 
zones agricoles hétérogènes (73 %), terres arables (25,6 %), forêts (1,5 %). L'évolution de l'occupation des sols de la commune et de ses infrastructures peut être observée sur les différentes représentations cartographiques du territoire : la carte de Cassini (XVIIIe siècle), la carte d'état-major (1820-1866) et les cartes ou photos aériennes de l'IGN pour la période actuelle (1950 à aujourd'hui).

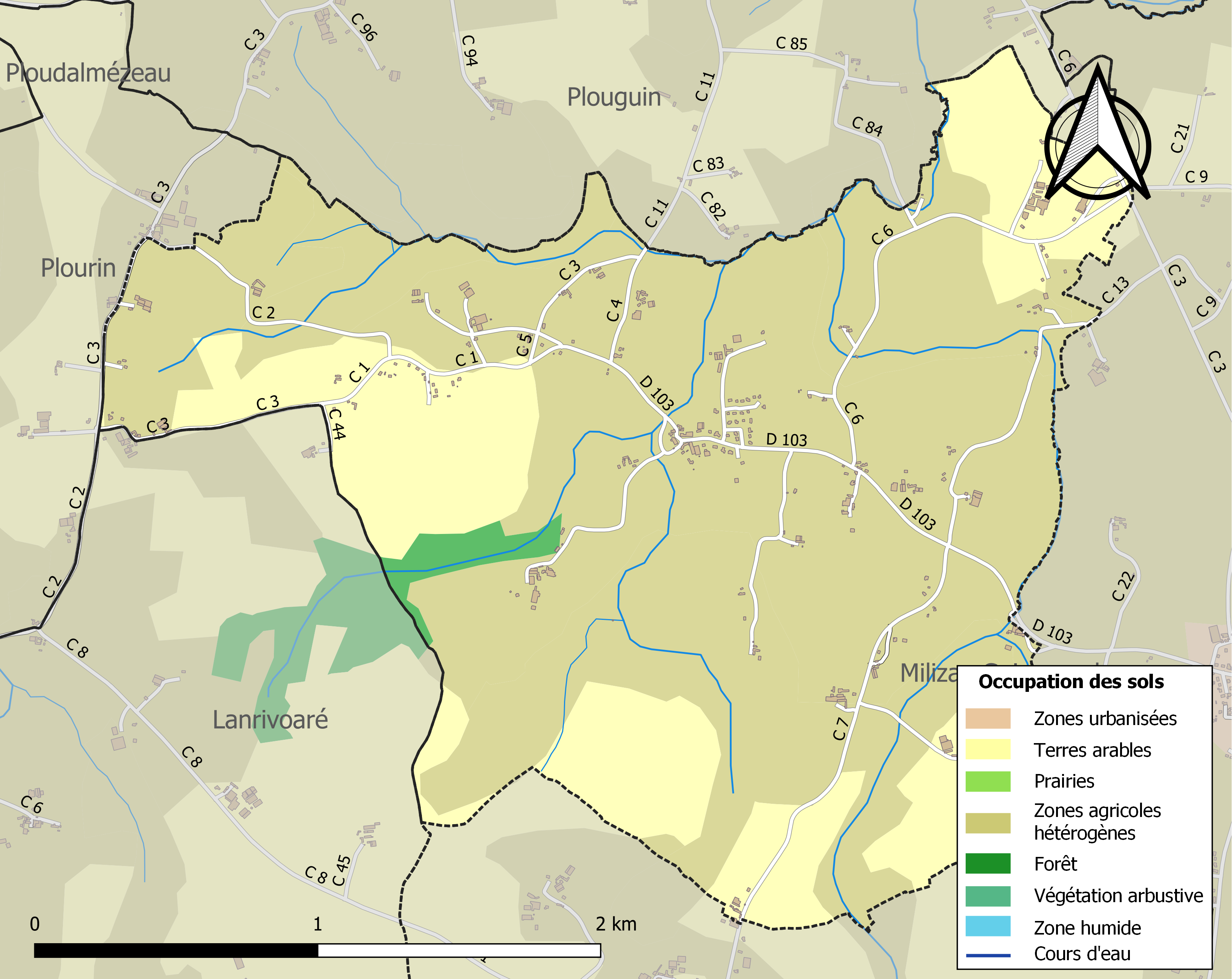
Carte des infrastructures et de l'occupation des sols de la commune en 2018 (CLC).

## Toponymie
(en breton : Treouergad). Le nom de Tréouergat dérive du breton trev et de saint Ergat (Gouescat, Gouergat ou Wergat) (cf. Pouldergat, Tréogat et Louargat).
Selon J. De la Passardière, en 1911, on conservait comme relique à Tréouergat un fragment notable de son crâne (selon l'abbé de Garaby, avant la Révolution française, les débris de son crâne étaient conservés dans une tête en argent qui aurait été prise par les Révolutionnaires) et le saint est « honoré comme abbé le deuxième dimanche d'août. Il y est représenté revêtu d'une soutane, d'une aube, d'une chasuble avec manipule, et tenant un livre entre ses mains ». Il précise aussi : « On invoque le saint contre toutes sortes de maladies, et notamment contre les rhumatismes » et des miracles lui étaient attribués.

## Histoire

### Époque moderne
En 1759, une ordonnance de Louis XV ordonne à la paroisse de Treoüergat [Tréouergat] de fournir 3 hommes et de payer 19 livres pour « la dépense annuelle de la garde-côte de Bretagne ».

### LeXIXesiècle
En 1844, six communes du Finistère (Rumengol, Guipronvel, Lanneuffret, Le Drennec, Loc-Eguiner et Tréouergat) refusèrent d'ouvrir une école, refusant d'appliquer la loi Guizot de 1833.

#### La Belle Époque

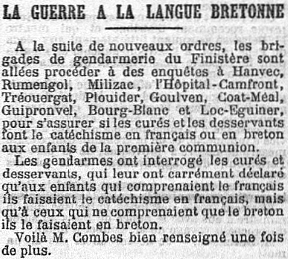
La lutte contre l'emploi de la langue bretonne par le clergé (journal La Croix du 25 novembre 1903).

### LeXXesiècle

#### L'après Seconde Guerre mondiale
Il y avait encore 100 % de messalisants à Tréouergat en 1950.

## Politique et administration

### Liste des maires
| Période | Période  | Identité     | Étiquette | Qualité |
| ------- | -------- | ------------ | --------- | ------- |
| 2008    | En cours | René Tréguer | REG       | Employé |

### Jumelages
Tréouergat, en association avec Plouguin, est jumelée avec Newport-Nevern-Moylegrove (Pays de Galles).

## Langue bretonne
L'adhésion à la charte Ya d'ar brezhoneg a été votée par le conseil municipal le 23 septembre 2005.

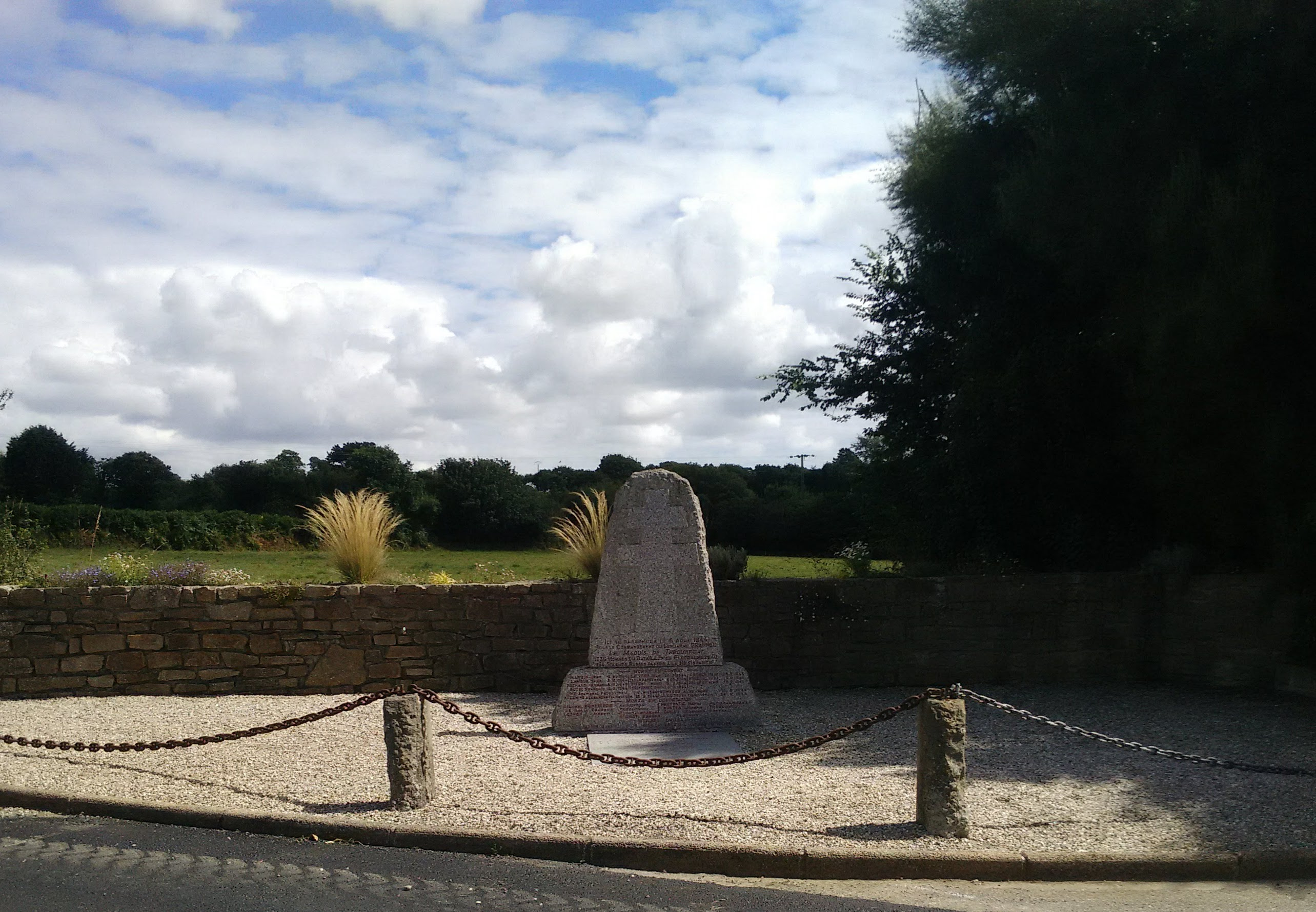
Maquis de Tréouergat - stèle.

## Monuments

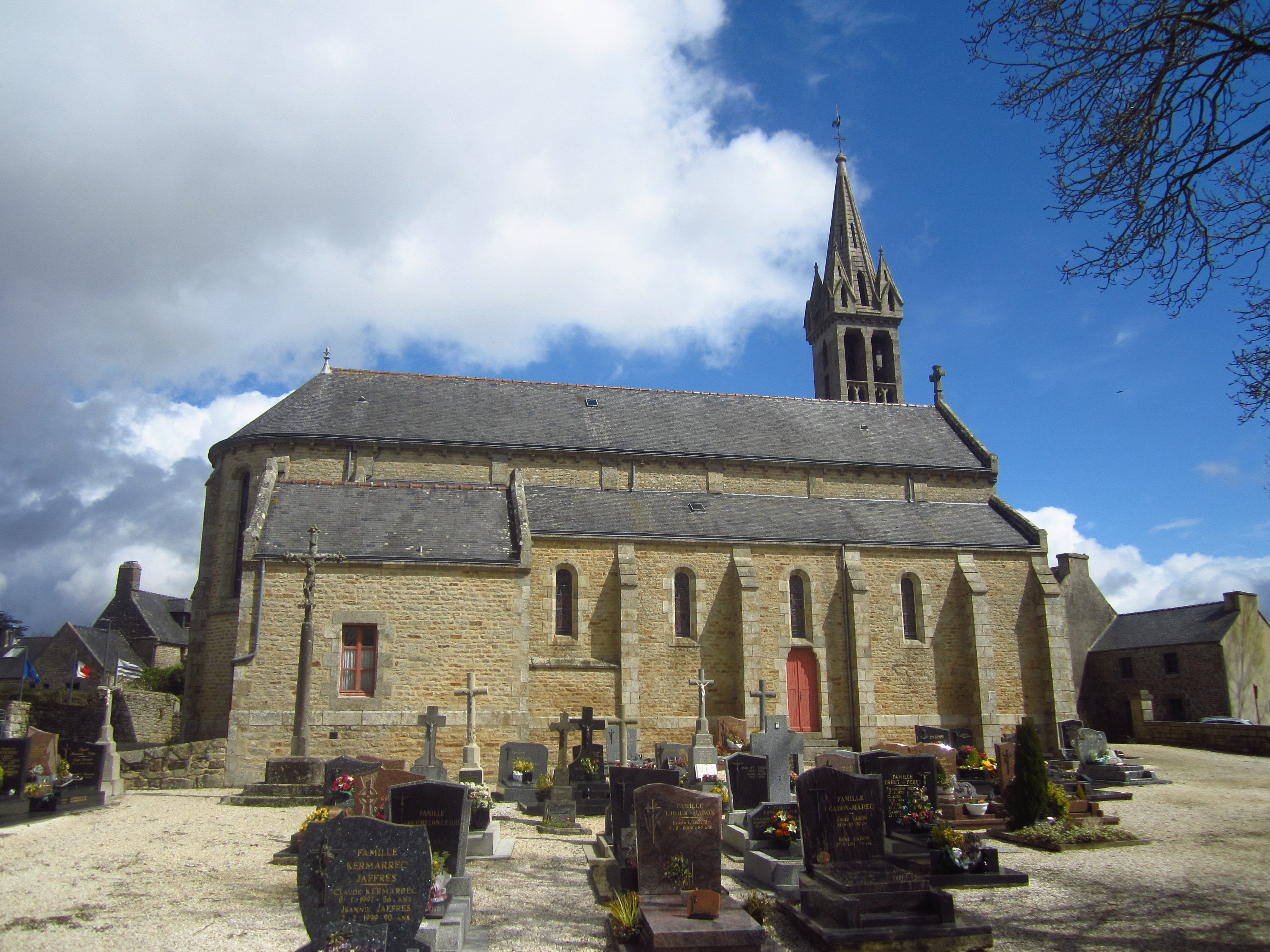
L'église Saint-Gouescat.

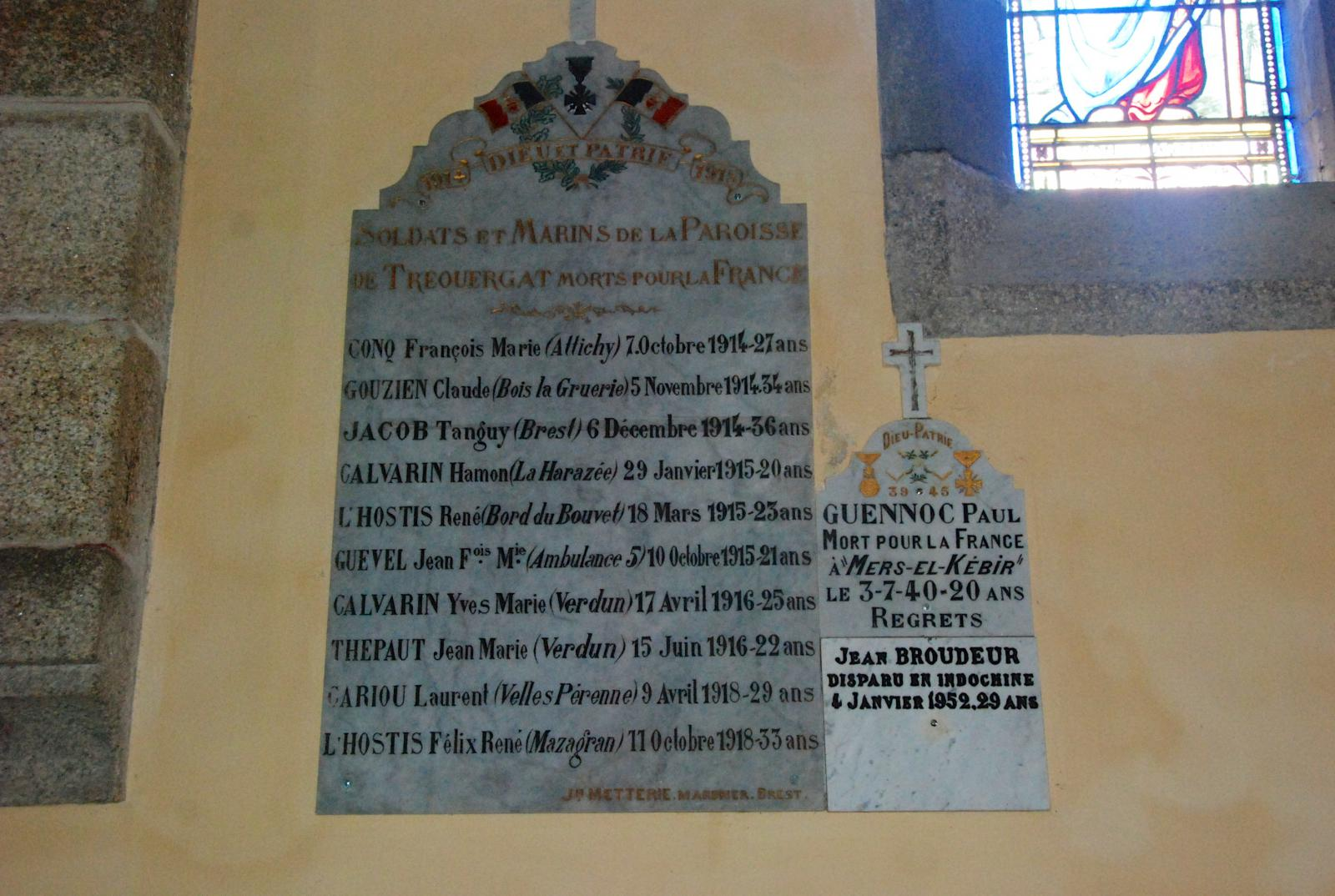
Plaque commémorative de la guerre de 1914-1918 dans l'église de Tréouergat faisant office de monument aux morts.

- Église Saint-Gouescat.

## Événements
Fête du cheval breton le deuxième dimanche de mai.
Le premier dimanche d'août a lieu une cérémonie en hommage aux résistants du Bataillon des Forces françaises de l'intérieur (FFI) du canton de Ploudalmézeau.

## Démographie
| 1793 | 1800 | 1806 | 1821 | 1831 | 1836 | 1841 | 1846 | 1851 |
| ---- | ---- | ---- | ---- | ---- | ---- | ---- | ---- | ---- |
| 278  | 231  | 270  | 267  | 265  | 283  | 269  | 295  | 293  |

| 1856 | 1861 | 1866 | 1872 | 1876 | 1881 | 1886 | 1891 | 1896 |
| ---- | ---- | ---- | ---- | ---- | ---- | ---- | ---- | ---- |
| 285  | 285  | 298  | 285  | 307  | 295  | 279  | 307  | 273  |

| 1901 | 1906 | 1911 | 1921 | 1926 | 1931 | 1936 | 1946 | 1954 |
| ---- | ---- | ---- | ---- | ---- | ---- | ---- | ---- | ---- |
| 304  | 289  | 312  | 282  | 318  | 342  | 332  | 315  | 236  |

| 1962 | 1968 | 1975 | 1982 | 1990 | 1999 | 2005 | 2006 | 2010 |
| ---- | ---- | ---- | ---- | ---- | ---- | ---- | ---- | ---- |
| 252  | 256  | 253  | 267  | 263  | 252  | 227  | 224  | 302  |

| 2015 | 2020 | 2022 | - | - | - | - | - | - |
| ---- | ---- | ---- | - | - | - | - | - | - |
| 330  | 329  | 325  | - | - | - | - | - | - |